# Bekas-Auto
Bekas-Auto là loại súng shotgun bán tự động do nhà máy cơ khí Molot tại Vyatskie Polyany, Kirov Oblast, Nga chế tạo. Súng được phát triển cho thị trường dân sự xuất hiện trên thị trường từ năm 1997 với mục đích chủ yếu là thể thao và săn bắn cũng như để tự vệ. Súng trở nên được biết đến nhiều bởi các thợ săn và những người quan tâm đến sự an toàn cá nhân vì nó rất thoải mái khi cầm, khá rẻ và đáng tin dù ống đạn hơi ngắn.
Súng được phát triển từ KS-23 vốn cũng là loại shotgun khá nổi trong giới săn bắn nhưng sử dụng đạn 16 gauge được sản xuất năm 1997. Vì thế Bekas-Auto cũng được sản xuất với hai cỡ đạn là 12 và 16 gauge.

## Thiết kế
Với cơ chế nạp đạn bằng khí nén thì khi bắn một lượng khí nén sẽ được trích ra để một bộ phận chuyển động dạng pít ton ở phần đầu ống đạn hoạt động. Khi bắn một lượng khí nén sẽ được trích ra để đẩy pít ton về phía sau, pít ton này nối với các bộ phận nạp đạn giống như hoạt động kiểu bơm nên khi lùi về phía sau súng sẽ tự động lên đạn giống như nạp đạn kiểu bơm mà không cần kéo cần. Khi pít ton lùi về một khoảng đủ nó sẽ mở van xả khí nén để để áp lực trong pít ton trở lại bình thường và pít ton được đẩy trở lại chỗ cũ để chuẩn bị bắn viên đạn tiếp theo tiếp tục chu kỳ nạp đạn mới. Khi hết đạn khe nhả vỏ đạn sẽ được giữ mở và xạ thủ có thể nạp một viên đạn vào khe nhả vỏ đạn này sau đó nhấn một nút phía bên tay phải thân súng để súng nạp viên đạn này vào nòng chuẩn bị bắn, cách nạp đạn này được sử dụng trong trường hợp khẩn cấp hay để súng có thể mang thêm một viên đạn.
Hệ thống khóa gồm hai phần một miếng khóa ở thoi nạp đạn và một móc ở nòng súng, khi phần nhô ra của miếng khóa chống vào móc nó sẽ làm miếng khóa gập xuống khóa vào trong móc. Hệ thống nhắm cơ bản của súng là điểm ruồi. Nòng súng có thể thay nhanh chóng với các nòng có chiều dài khác nhau. Bộ phận điều phối lực ra của nòng súng có thể thay đổi cho nhau.